# Grafschaft Holzappel
Die Grafschaft Holzappel (auch: Holzapfel) war eine reichsunmittelbare Grafschaft zur Zeit des Heiligen Römischen Reiches Deutscher Nation, die 1643 von Graf Peter Melander von Holzappel begründet wurde. Die Grafschaft gehörte dem Niederrheinisch-Westfälischen Reichskreis an und kam 1806 als Standesherrschaft zum Herzogtum Nassau.

## Geschichte

### Entstehung
Die Esterau (Praedia Astine) war eine kleine Grundherrschaft mit zwölf Dörfern rund um das heutige Holzappel im Rhein-Lahn-Kreis in Rheinland-Pfalz. Peter Melander von Holzappel, als Peter Eppelmann geboren, stieg während des Dreißigjährigen Krieges zum Feldmarschall des kaiserlichen Heeres in Deutschland auf. 1641 wurde er zum Grafen von Holzappel ernannt. Mit dem Vermögen, das er in den Kriegsjahren zusammenbrachte, erwarb er 1643 die Esterau mit der Vogtei Isselbach und Eppenrode vom hoch verschuldeten Fürstentum Nassau-Hadamar. Kaiser Ferdinand III. erhob die kleine Herrschaft bald darauf zur „Freien Reichsunmittelbaren Grafschaft Holzappel“.

### Regentin Agnes
Nach seinem Tod in der Schlacht bei Zusmarshausen nahe Augsburg (Mai 1648) wurde Graf Holzappel in der Fürstengruft („Melandergruft“) der reformierten Johanneskirche des damaligen Esten (dem heutigen Holzappel) beigesetzt. Er hatte seine Tochter Elisabeth Charlotte (1640–1701) zur Erbin bestimmt. Da diese jedoch minderjährig war, trat Melanders Witwe und Elisabeths Mutter, die geborene Gräfin Agnes von Effern († 1656), in das Erbe ein. Agnes erweiterte das Gebiet der Grafschaft 1656 durch den Kauf der angrenzenden Burg und Herrschaft Schaumburg für 40.000 Gulden von der verarmten Grafschaft Leiningen-Westerburg, womit die Grafschaft nunmehr Holzappel-Schaumburg hieß. Dabei war Holzappel reformiert und Schaumburg lutherisch. Der Erwerb stattete die Grafschaft in Gestalt der Schaumburg auch mit dem zuvor fehlenden herrschaftlichen Gebäude aus. Agnes war neben der Regierung der Grafschaft vor allem mit dem Eintreiben hoher Summen befasst, die ihr Mann zuvor an mehrere Adlige verliehen hatte, insbesondere an Fürsten des Hauses Nassau, wozu sie mehrere Gerichtsprozesse führte. In weiteren Prozessen gegen den Vormund ihrer Tochter erreichte sie, dass diese nicht mit ihrer Volljährigkeit, sondern erst mit dem Tod Agnes’ die Herrschaft übernahm.
Nach dem Tod Peter Melanders versucht zunächst Johann Ludwig von Nassau-Hadamar, seinen Sohn Johann Ernst mit Elisabeth Charlotte zu verheiraten, um so die Esterau wieder zurückzugewinnen. Nachdem Johann Ernst 1651 ebenfalls gestorben war, heiratete die Erbgräfin 1653 den Fürsten Adolf von Nassau-Dillenburg und wurde somit Fürstin von Nassau-Schaumburg.

### Unter Elisabeth Charlotte
Nach dem Tod von Agnes im Jahr 1656 trat das Fürstenpaar die Herrschaft über Holzappel-Schaumburg an. Die Grafschaft scheint in den folgenden Jahrzehnten keine wichtige politische Rolle im Vergleich zu den Dillenburger Kerngebieten gespielt zu haben. Adolf strebte lediglich juristischen Auseinandersetzungen um Zahlungsansprüche aus den Darlehensvergaben Melanders an und versuchte wenig erfolgreicher das Münzprägerecht als Folge der Reichsgrafenwürde seines Schwiegervaters zu nutzen.
Nach dem Tod Adolfs 1676 wurde Elisabeth Charlotte Regentin von Holzappel-Schaumburg, während Nassau-Dillenburg weitgehend unter die Regentschaft von Mitgliedern aus dem Haus ihres Mannes fiel. Sie nahm 1677 Residenz auf der Schaumburg und ließ diese ausbauen, unter anderem durch die Errichtung eines neuen Wirtschaftshofs. Von 1683 an ließ sie in Cramberg Silbermünzen prägen. Der Münzbetrieb wurde allerdings nur zwei Jahre lang regulär betrieben und nach mehreren Wiederaufnahmeversuchen 1689 ganz eingestellt. 1688 erhob die Regentin das Dorf Esten zur Stadt Holzappel, entließ die Bewohner aus der Leibeigenschaft und etablierte dort einen Wochenmarkt. Die Einrichtung von Jahrmärkten war wegen der großen Konkurrenz von älteren Jahrmärkten in der Umgebung nicht erfolgreich. Im Stadtkern ließ Elisabeth Charlotte mehrere Wohnhäuser sowie 1697 ein Schulhaus und 1700 ein Armenhaus errichten. 1704 entstand ein neues Rathaus. Auch in den Dörfern der Grafschaft entstanden in dieser Zeit Schulhäuser errichtet.
Elisabeth Charlotte warb zur Peuplierung ihrer Grafschaft gezielt Glaubensflüchtlinge an, insbesondere Protestanten aus Frankreich. Im September 1687 erreichten die rund 100 Waldenser aus dem heute italienischen Val Chisone Holzappel-Schaumburg. 1689 und 1690 folgten rund 200 Wallonen aus Frankreich und der Pfalz. Von diesen ersten Flüchtlingsgruppen blieben aber nur wenige Familien in der Grafschaft, weil kaum Siedlungsflächen für sie vorhanden waren. 1699 folgte aber eine größere Gruppe Waldenser, die aus ihrer Heimat Savoyen zunächst in die Schweiz geflüchtet waren und von dort ins Reich weiterziehen sollten. Pieter Valckenier, niederländischer Botschafter in der Schweiz, und der Waldenserpfarrer Henri Arnaud trieben die Vermittlung der Flüchtlinge in verschiedene Territorien voran und verhandelten dazu auch mit Elisabeth Charlotte. Am 27. Juli 1699 kamen 57 Personen aus dieser Gruppe in Holzappel-Schaumburg an. Am 20. August erhielten sie per Los zehn Bauplätze und damit die Keimzelle des nach der Regentin benannten Dorfs Charlottenberg. Am 26. Mai 1700 leisteten die Waldenser den Untertaneneid auf Elisabeth Charlotte.

### Nachgeschichte
Das Haus Nassau-Schaumburg war in der männlichen Linie 1676 mit ihrem Stifter Adolf ausgestorben. Nach dem Tod seiner Witwe ging die Grafschaft aufgrund der Heirat seiner Tochter Charlotte von Nassau-Schaumburg (1672–1700) mit Lebrecht von Anhalt-Bernburg (1669–1727) an das Haus Anhalt-Bernburg. Damit wurde die Nebenlinie Anhalt-Bernburg-Schaumburg-Hoym begründet. Im Rahmen der Rheinbundakte 1806 wurde die Grafschaft Holzappel dem Herzogtum Nassau einverleibt und dort Teil des Amtes Diez. Den alten Landesherren blieben noch standesrechtliche Vorrechte.
Die Nebenlinie Anhalt-Bernburg-Schaumburg-Hoym erlosch in der männlichen Linie am 24. Dezember 1812 mit dem Fürsten Victor II. Die standesherrlichen Rechte an der Grafschaft Holzappel-Schaumburg und die Eigentumsrechte an den dort befindlichen Gütern wurden über seine älteste Tochter Hermine an deren Ehemann, Erzherzog Joseph Anton von Österreich († 1847) und dann auf ihren Sohn, Erzherzog Stefan, vererbt. Stefan musste 1848 im Zuge der Revolution seine Heimat Ungarn verlassen, nannte sich in der Folge Fürst von Schaumburg. Er baute 1850–1855 die Schaumburg in neugotischer Form aufwendig zu dem heutigen Schloss Schaumburg um. Nach seinem kinderlosen Tod 1867 fiel die Grafschaft an seinen Neffen, den Prinzen Georg Ludwig von Oldenburg (1855–1939). Georg Viktor (Waldeck-Pyrmont) erhob dagegen Einspruch und prozessierte bis zum Reichsgericht, das ihm 1887 in letzter Instanz Recht gab und ihm die Grafschaft zusprach. Die Grafschaft wurde 1918 aufgelöst.
Von 1643 bis 1806 hatte Anhalt-Bernburg, vorher der Graf von Holzappel, einen Sitz im Westfälischen Reichsgrafenkollegium.

## Territorium
Im 17. Jahrhundert gehörten zur Grafschaft Holzappel:
- Esterau: Esten (das spätere Holzappel), Laurenburg mit der gleichnamigen Burg, Langschied, Geilnau, Kalkofen, Dörnberg, Scheid, Horhausen, Bergen, Bruchhausen, Billenstein, Zum Hahne, Kirchhain und Gerschhausen.
- Vogtei Isselbach: Isselbach, Ruppenroth, Eppenroth und Obernhof.